# Matteo Renzi
Matteo Renzi (Florencia, 11 de enero de 1975) es un político italiano. Fue alcalde de Florencia desde las elecciones locales del 22 de junio de 2009, en las que obtuvo un 59,96 % de los votos, y el 22 de febrero de 2014 fue nombrado primer ministro de Italia. Dimitió el 5 de diciembre de 2016, haciéndose efectivo el 12 del mismo mes, tras perder el referéndum constitucional. Fue sustituido por el hasta entonces ministro de Asuntos Exteriores, Paolo Gentiloni. Previamente fue presidente de la provincia de Florencia de 2004 a 2009.
Entre diciembre de 2013 y marzo de 2018, Renzi fue Secretario general del Partido Democrático. En septiembre de 2019 decidió crear su propio partido, la formación centrista Italia Viva (IV), nacida pocos días después del arranque del segundo Gobierno Conte.
En 2014, Renzi fue seleccionado como la tercera persona más influyente menor de 40 años en el mundo por la revista estadounidense Fortune y en el Top 100 de Pensadores Globales por la revista Foreign Policy.

## Biografía
Es hijo de Laura Bovoli y Gian Gastone Venanzio Renzi. Nació en Florencia el 11 de enero de 1975, donde estudió y se graduó en Derecho en la Universidad de Florencia. Su tesis en esa ocasión fue Florencia 1951-1956: La primera experiencia de Giorgio La Pira, alcalde de Florencia.
Se unió al Partido Popular Italiano, del cual fue secretario provincial en 1999. Ese mismo año se casó con Agnese Landini con quien tuvo tres hijos: Francesco, Emanuele y Ester.
Luego de unos años desempeñando distintas tareas en el mundo privado, en 2004 fue elegido presidente de la provincia de Florencia con el 58,8 % de los votos. El 9 de junio de 2009 fue elegido alcalde de Florencia, encabezando las listas del Partido Democrático, obteniendo el 47,5 % de los votos frente al 32 % de su rival.

## Trayectoria política

### Partido Democrático

#### Candidatura a las primarias de 2012
El 13 de septiembre de 2012 anunció su intención de presentarse a las elecciones primarias del centro-izquierda de Italia, que disputaría con el veterano Pier Luigi Bersani. Calificado como la joven promesa del Partido Democrático, el 25 de noviembre de 2012 obtuvo el 35.5 % de los votos en la primera vuelta de las primarias del Partido Democrático, por lo que, al no haber obtenido tampoco el otro candidato la mitad de los votos, concurrió a la segunda vuelta el 2 de diciembre. Finalmente, Renzi obtuvo el 39.3 % de los sufragios frente al 60.6 % que consiguió Bersani, con lo que este último se convirtió en el candidato oficial del PD para las elecciones generales de 2013.

#### Primer ministro de Italia

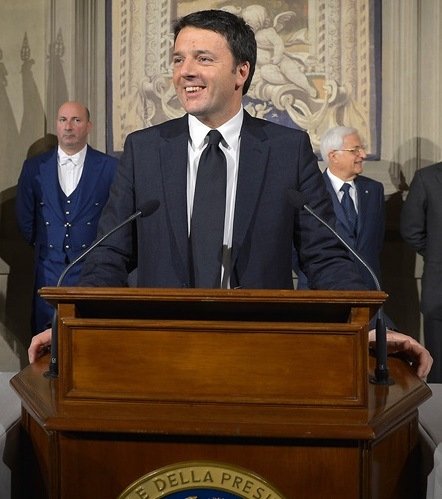
Renzi anunciando la formación de su gabinete.

Renzi recibió formalmente la tarea de formar un nuevo gobierno del presidente Giorgio Napolitano el 17 de febrero de 2014. Renzi llevó a cabo varios días de conversaciones con los líderes del Partido Democrático, antes de revelar su gabinete el 21 de febrero, el cual contenía miembros de su Partido, y de los partidos: el Nuevo centro-derecha, la Unión del Centro Cívico y la Elección Cívica. Su gabinete se convirtió en el gobierno más joven de Italia hasta la fecha, con una edad media de 47 años. También fue el primero en el que el número de ministras del sexo femenino era igual al número de ministros de sexo masculino, excluyendo al primer ministro.
Al día siguiente fue formalmente su juramento como primer ministro, convirtiéndose así en el cuarto primer ministro en cuatro años y el primer ministro más joven en la historia de Italia. Su ascenso para convertirse en primer ministro fue visto como un signo del necesario cambio generacional, y, en el momento en que asumió el cargo disfrutó del índice de aprobación más alto que cualquier otro político en el país. El 25 de febrero Renzi ganó un voto de confianza en el Parlamento italiano, con 169 votos en el Senado y 378 en la Cámara de Diputados.

#### Política interior
ItalicumLa reforma electoral
Un par de semanas antes de ser elegido primer ministro, Renzi se reunió con Silvio Berlusconi para consensuar un proyecto de Reforma electoral después del fallo de la Corte Constitucional que declaró inconstitucional la Ley electoral de Italia (2005), llamada también Ley Calderoli o Porcellum. El nuevo proyecto llevó el nombre de Italicum. El eje de la nueva propuesta está puesto en intentar favorecer la creación de mayorías, lo que impediría que las formaciones se vean obligadas a pactar para garantizar la gobernabilidad.
Reforma laboral
Al convertirse en primer ministro, Renzi dijo que la reforma del mercado de trabajo "largamente esperada" estaría como prioridad número 1 en su agenda para mejorar el estado de la economía italiana. El 12 de marzo de 2014, el Consejo de Ministros emitió un decreto-ley sobre los contratos de duración determinada, llamado el Decreto Poletti, a partir del nombre del ministro de Trabajo, Giuliano Poletti, así como un proyecto de ley que propone grandes reformas en el mercado laboral italiano llamado la Ley de Empleo. Una reducción de la presión fiscal de alrededor de 80 € se anunció para los que ganan menos de 1.500 € al mes. Asimismo, el 30 de abril, Renzi, junto con la ministra de la Administración Pública Marianna Madia, presentó las directrices para la reforma de la Administración Pública, posteriormente aprobada por el Consejo de Ministros el 13 de junio.
En septiembre, el gobierno trajo la Ley del Empleo ante el Parlamento, que prevé, entre otras cosas, la supresión del artículo 18 del Estatuto de los Trabajadores, que protege a los trabajadores contra el despido injustificado. La propuesta fue muy criticada por el mayor sindicato italiano, Confederación General del Trabajo (CGIL) y sus líderes Susanna Camussoand Maurizio Landini. Por otra parte, el ala izquierda del Partido Democrático, entonces dirigido por el exsecretario Pier Luigi Bersani, criticó al gobierno por la reforma, amenazando con votar en contra.
El 29 de septiembre, el Comité Nacional del Partido Democrático votó a favor de la Ley del Empleo, a pesar de los desacuerdos dentro del partido, con 130 votos a favor, 20 en contra y 11 abstenciones. El 9 de octubre, el Senado italiano votó para aprobar el Ley de puestos de trabajo, y la reforma histórica fue aprobada con 165 votos a favor y 111 en contra, marcando el primer paso para la legislación económica más ambiciosa de los ocho meses de gobierno de Renzi.
El 25 de noviembre, la Cámara de Diputados aprobó la Ley del Empleo con 316 votos, pero los partidos Cinco Estrellas, la Liga Norte y casi cuarenta miembros del Partido Democrático se abstuvieron en la votación para protestar contra la reforma. El 3 de diciembre, el Senado dio a la ley del Empleo la aprobación final que necesitaba para convertirse en ley.
Políticas económicas
En marzo de 2014, el Consejo de Ministros aprobó la subasta de un gran número de coches de lujos que fueron utilizados para el transporte de cabezas de estado, incluyendo nueve Maserati, dos Jaguar, y varios otros coches como BMW y Alfa Romeo. De los 1.500 vehículos acondicionados para la venta, 170 fueron vendidos inmediatamente por eBay. En abril, como parte de sus reformas industriales más amplias, Renzi obligó a los directores ejecutivos de las mayores empresas de propiedad estatal de Italia, incluyendo Eni, Terna, Finmeccanica, Enel y Poste Italiane, a renunciar, citando la falta de confianza del público en sus líderes. Posteriormente se nombró a mujeres en la mayoría de los nuevos puestos, por lo que es la primera vez que una mujer había servido como director ejecutivo de una empresa de propiedad estatal en Italia.
En febrero de 2015, la Comisión Europea pronosticó que la economía italiana comenzaría a crecer en primavera. El Gobierno también anunció la eliminación del IRAP, un impuesto regional sobre las actividades de producción y, Renzi, discutiendo la ley de presupuestos de 2016, se comprometió además a cancelar IRPEF, IMU y TASI, los impuestos sobre las personas , servicios y residencias públicas. En mayo de 2015, la economía registró un crecimiento del 0,3%, poniendo fin a la recesión. En enero de 2016, Renzi destacó la creación de 500.000 puestos de trabajo que, según él, había sido creado a través de sus políticas.
Sin embargo, el economista italiano Andrea Fumagalli explica que, según los datos de la OCDE, las reformas económicas de Matteo Renzi han provocado un aumento de la precariedad y el desempleo entre los jóvenes y un estancamiento del PIB.
Inmigración

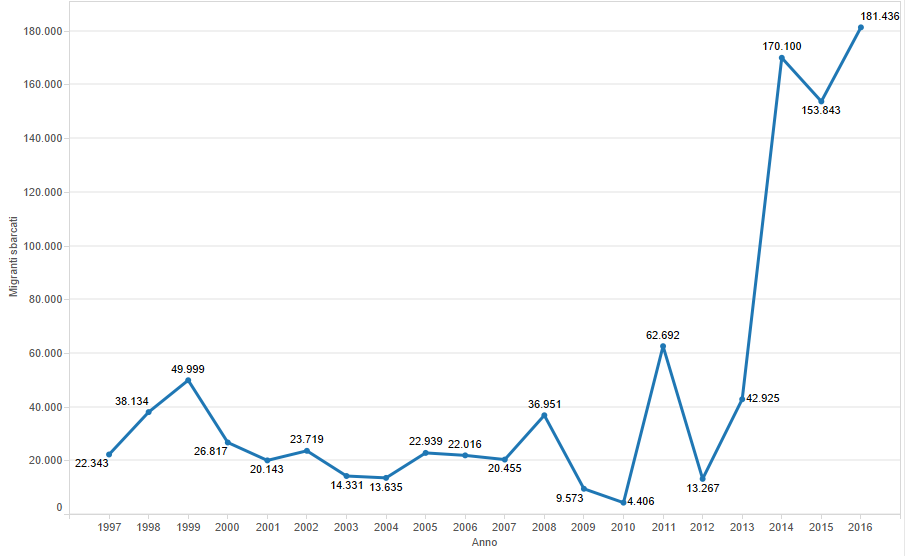
Número de inmigrantes que han arribado a Italia por mar desde 1997 hasta 2015.

Como resultado de las guerras civiles libias y sirias, un problema importante que enfrenta Renzi como primer ministro es los altos niveles de inmigración ilegal a Italia. El 8 de agosto de 2014, el Consejo de Ministros aprobó un decreto-ley que prevé la protección internacional de los migrantes.
En 2014, 170.100 inmigrantes llegaron a Italia por mar, un aumento del 296% en comparación con 2013. La mayoría de los inmigrantes procedían de Siria, Eritrea y varios países de África occidental.
El 19 de abril de 2015, un gran naufragio tuvo lugar en el Mar Mediterráneo, causando la muerte de más de 700 inmigrantes del norte de África. Renzi, venía de regresar a Roma de un evento político en Mantua para las elecciones regionales, celebró una reunión de emergencia con los ministros y habló por teléfono con el presidente francés, François Hollande, y el primer ministro maltés Joseph Muscat. La llamada llevó a una Reunión de ministros del interior europeos para hacer frente al problema de las muertes de inmigrantes. En un discurso, el primer ministro italiano, condenó la trata de personas y la calificó como un "nuevo comercio de esclavos".
De enero a abril de 2015, unos 1.600 migrantes murieron en la ruta desde Libia a Lampedusa, convirtiéndose así en la ruta migrante más mortal en el mundo.

#### Relaciones exteriores

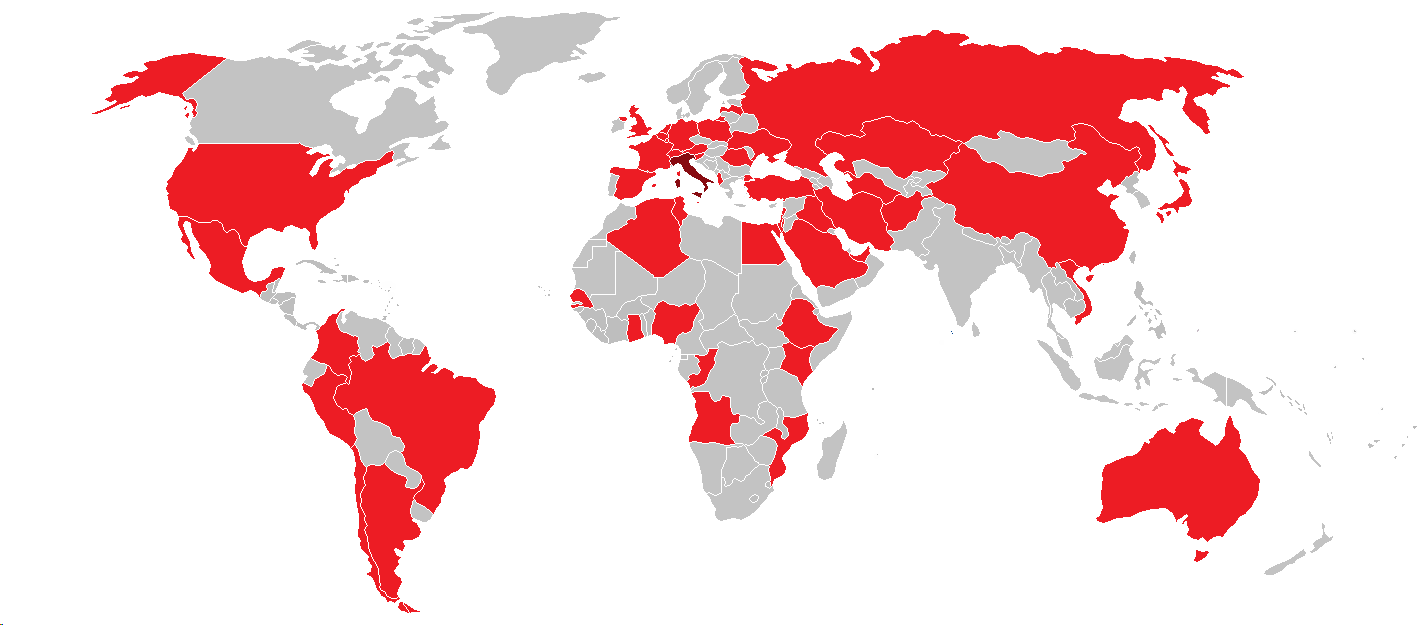
Viajes oficiales de Renzi como primer ministro de Italia.

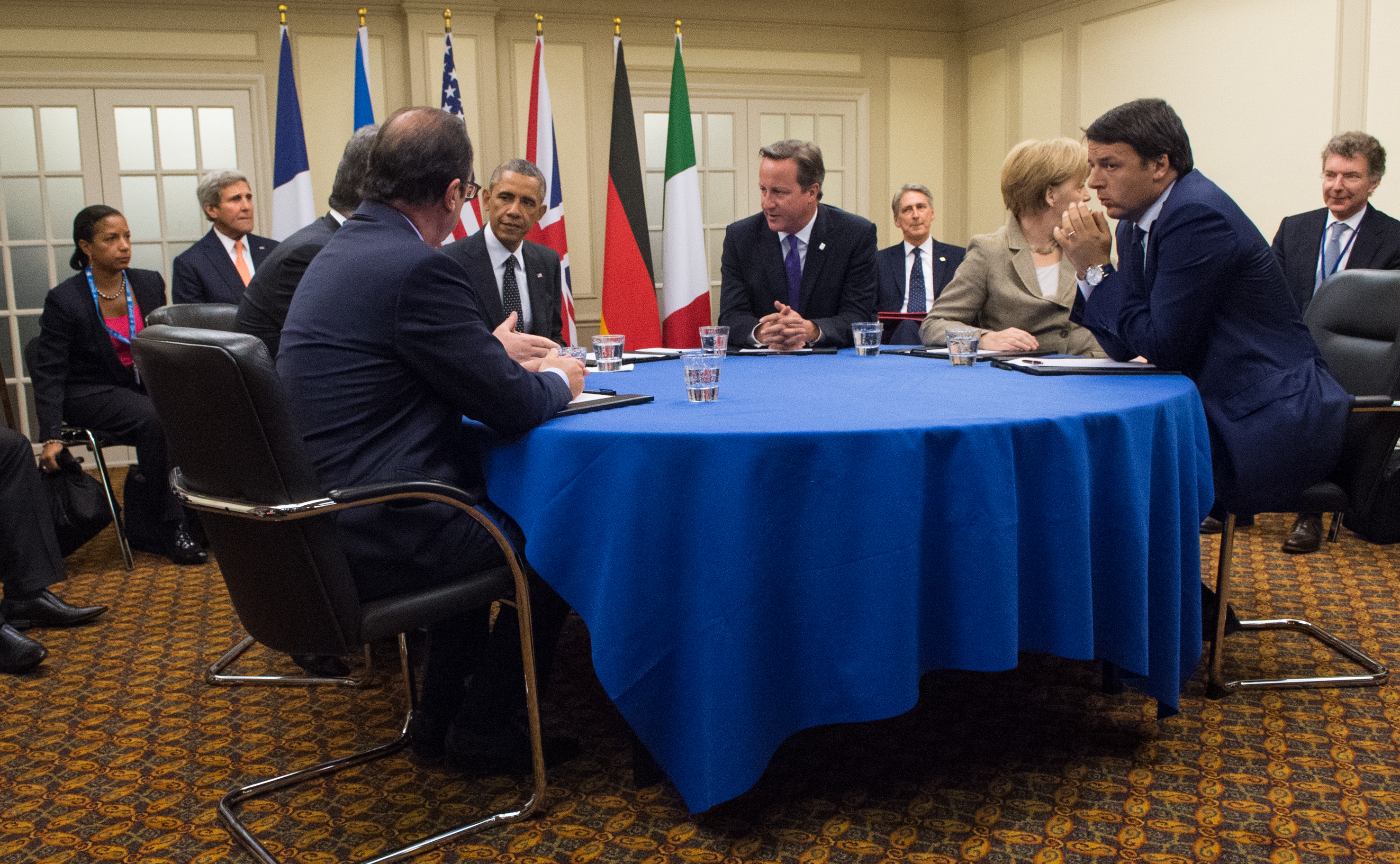
El presidente Barack Obama con el presidente de Ucrania y con los líderes del G4 Hollande, Cameron, Merkel y Renzi durante la Cumbre de Newport de 2014.

Como primer ministro, Renzi enfrentó varias situaciones de política exterior, como la crisis del euro, la guerra civil libia, la crisis Ucraniana y la guerra contra el Estado Islámico en Oriente Medio. Un aliado clave de Renzi en el Mediterráneo es el presidente egipcio Abdel Fattah el-Sisi; los dos mandatarios llevaron a cabo muchas reuniones bilaterales en los que debatieron el problema de la inmigración en Italia y las crecientes tensiones en el Oriente Medio y el Norte de África.

##### Europa
En Europa, Renzi mantuvo unas estrechas relaciones con los líderes de Alemania, Francia y el Reino Unido, es decir, los líderes del G4. En septiembre de 2014, Renzi participó en la Cumbre de la OTAN en Gales. Antes del inicio oficial de la cumbre, mantuvo una reunión con el presidente de Ucrania, Petro Poroshenko, el presidente estadounidense Barack Obama y los otros tres líderes del G4 para discutir la crisis con Rusia. Esta cumbre fue la primera celebrada después de que el ejército ruso intervino en la Guerra en el Donbáss.

###### Unión Europea
Renzi fue visto como un aliado del presidente francés, François Hollande, del Partido Socialista. El 15 de marzo de 2014 Renzi se reunió por primera vez con Hollande en París, coincidiendo con él en una política económica común que no solo se centrara en las medidas de austeridad impuestas por la llamada Troika europea de la Comisión Europea, el Banco Central Europeo y el Fondo Monetario Internacional, sino también las políticas de flexibilización para promover el crecimiento económico en la UE. Adicionalmente, Renzi y la canciller alemana Angela Merkel mantuvieron su primera reunión bilateral el 17 de marzo siguiente en Berlín, solo unas semanas después de la elección de Renzi como primer ministro. Los dos líderes discutieron importantes reformas que el Gobierno italiano planeó hacer en Italia y en la Unión Europea (UE).
Durante su primera reunión con David Cameron del Partido Conservador del Reino Unido, el 1 de abril de 2014, el líder británico afirmó que las reformas previstas por Renzi eran "ambiciosas" y que, juntos los dos hombres serían capaces de cambiar la UE. Entre tanto, se realizó el referéndum sobre la permanencia del Reino Unido en la Unión Europea, que tras varios años de incertidumbre condujo a la salida de dicho Estado miembro de UE en 2020.

###### Rusia

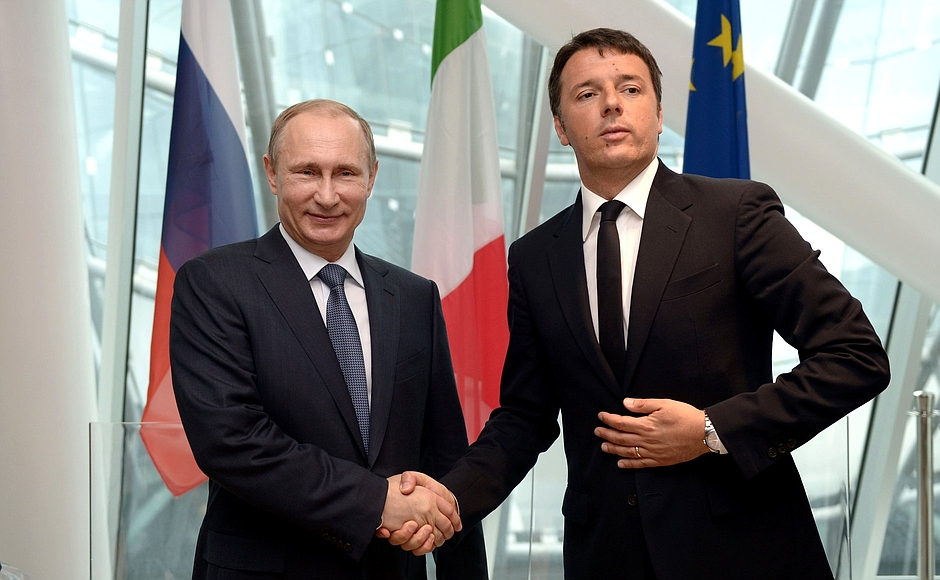
El Presidente ruso Vladímir Putin y Matteo Renzi en la inauguración de Rusia en la Expo 2015.

Rusia había disfrutado previamente de una relación privilegiada con Italia, sobre todo bajo la dirección de Silvio Berlusconi, que era amigo personal del presidente ruso, Vladímir Putin. Sin embargo, después de la intervención militar rusa en la guerra del Dombás, las relaciones empeoraron. El 2 de marzo de 2014, Renzi acusó a Putin de haber cometido "una violación inaceptable". El 19 de marzo, durante un discurso en la Cámara de Diputados, Renzi declaró que el referéndum sobre el estatuto de Crimea era ilegal y que los países del G-8 debían comenzar a cooperar para resolver la crisis y evitar una nueva Guerra Fría. En junio, posteriormente participó en la cumbre del G7 en Bruselas, el primero celebrado después de la suspensión de Rusia del G8 tras la anexión de Crimea y Sebastopol en marzo.
Renzi telefoneó a Putin el 28 de agosto, pidiéndole que detuviera la "escalada intolerable" y llegara a un acuerdo de paz con el presidente de Ucrania, Petro Poroshenko para detener el conflicto en esas regiones. Renzi y Putin también tuvieron una reunión bilateral el 16 de octubre cuando Milán fue sede de la reunión Asia-Europa (ASEM) junto con otros 53 líderes del mundo. El 15 de noviembre, durante la Cumbre del G-20 de Brisbane, los dos líderes tuvieron otra reunión, donde discutieron sobre la crisis de Ucrania, y también de las guerras civiles en Libia y Siria.
El 5 de marzo el año 2015 Renzi se reunió con Putin y el primer ministro ruso Dmitri Medvédev en Moscú. Las conversaciones entre los líderes se centraron en cuestiones internacionales, como la solución de la crisis en Ucrania, la situación en Oriente Medio y en Libia, así como lalucha contra el terrorismo. Asimismo, Putin garantizó el apoyo de Rusia en caso de una intervención de la ONU en Libia contra el Estado islámico.

##### Estados Unidos

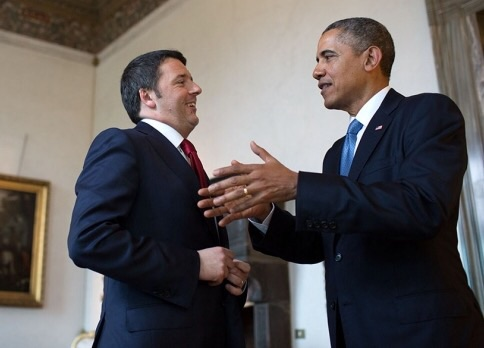
Renzi durante su encuentro con Barack Obama el 24 de marzo de 2014.

Dando continuidad a sus predecesores, Renzi continuó la política de larga data de estrechas relaciones Estados Unidos-Italia, construyendo una alianza con el presidente Barack Obama. Italia apoyó a los EE. UU. en la Guerra contra Estado Islámico, y participó en las sanciones internacionales contra Rusia tras su invasión en el Oriente de Ucrania.
Renzi se reunió con Obama por primera vez el 24 de marzo de 2014, durante la visita de este último a Roma. Renzi también llevó a cabo una reunión conjunta con Obama, El Papa Francisco y el expresidente de Italia Giorgio Napolitano. Obama declaró posteriormente que había quedado impresionado por las reformas Renzi quería llevar a cabo. Renzi mismo dijo que consideraba a Obama un ejemplo para las políticas que quería lograr.
Renzi fue recibido en la Casa Blanca en abril de 2015. Él y el presidente Obama discutieron muchos temas, incluyendo Ucrania, Libia e ISIS. Discutieron la economía de Europa, la Asociación Transatlántica para el Comercio y la Inversión, el cambio climático y la seguridad energética. Asimismo, Renzi y Obama han mantenido encuentros en cumbres como las del G7 o G20, o en reuniones informales.

##### Asia
El 6 de junio de 2014, Renzi recibió al primer ministro japonés Shinzo Abe en Roma. Abe felicitó públicamente a Renzi por las reformas económicas y constitucionales implementadas por el gobierno de Renzi. Los dos líderes también se reunieron en Tokio en agosto de 2015 y discutieron sobre las relaciones con China y la estabilidad de Asia Oriental.
El 9 de junio, Renzi viajó a Hanói, Vietnam para reunirse con el presidente Truong Tan Sang y el primer ministro, Nguyen Tan Dung, así como el secretario general del Partido Comunista, Nguyen Phu Trọng para firmar tratados económicos con valor de alrededor de 5 mil millones de dólares para la economía italiana. Al hacerlo, Renzi se convirtió en el primer ministro de Italia en visitar oficialmente Vietnam desde 1973, cuando las relaciones diplomáticas se iniciaron por primera vez entre Italia y Vietnam del Norte. Durante la visita Renzi colocó una ofrenda floral en el mausoleo del expresidente de Vietnam del Norte Hồ Chí Minh.
El 11 de junio, Renzi se reunió con el presidente de China, Xi Jinping, en Beijing, y, este lo felicitó por los "importantes reformas" emprendidas por su gobierno. Asimismo, Xi afirmó que China continuará la cooperación con Italia por la Expo 2015 que se iba a celebrar en Milán. Varios meses después, en octubre, Renzi se reunió con el primer ministro chino, Li Keqiang en Roma para firmar veinte tratados por un total de 8 mil millones de euros.
El 12 de junio, Renzi se reunió con el presidente kazajo, Nursultan Nazarbayev, en Astaná, donde discutieron la retirada de las tropas italianas de Afganistán. El 18 de noviembre, Renzi viajó a Asjabad, Turkmenistán, donde con el presidente de Turkmenistán, Gurbanguly Berdimuhamedow firmó una serie de pactos económicos que aseguran una mayor oferta de gas.

### Italia Viva
En agosto de 2019, el ex premier italiano favoreció la creación del Segundo Gobierno Conte con tal de que el exministro del Interior, Matteo Salvini, no triunfara ante unas hipotéticas nuevas elecciones generales. Renzi, adversario del Movimiento 5 Estrellas (M5E), dio luz verde al nuevo Ejecutivo, resultado de la unión entre M5E y el Partido Democrático (PD) de Nicola Zingaretti.
Renzi decidió además montar su propio partido, la formación centrista Italia Viva (IV), nacida en septiembre de 2019, pocos días después del arranque del segundo Gobierno de Conte. Sin su apoyo, Conte no podía seguir siendo presidente del Ejecutivo. Sin embargo, pese a que ha insistido que los políticos socialdemócratas serán siempre sus “queridos amigos”, no se escondió al declararles abiertamente la guerra al compararse con el presidente francés, Emmanuel Macron al afirmar que pretendía hacer “una cosa como lo que hizo Macron con el Partido Socialista francés”. Renzi se refería a que la aparición del movimiento En Marche de Macron había acabado prácticamente con los socialdemócratas en Francia.
Desde 2017, Macron ha sido el abanderado de las principales propuestas en respaldo del proyecto para la refundación de la Unión Europea, una iniciativa de la cual Renzi es partidario.

#### Crisis del gobierno italiano de 2021
Italia Viva se retiró de la coalición de gobierno el 13 de enero de 2021. Renzi acusó a Conte de manejar mal la pandemia de COVID-19 en Italia y sobre todo de no tener un plan adecuado para la gestión del fondo Next Generation EU que el gobierno debe implementar frente a la Comisión von der Leyen. Sin embargo parte de la opinión pública y la clase política se cuestionaron los motivos de su decisión, en un país en medio de una crisis sanitaria y económica.
De esta forma Renzi abrió oficialmente una crisis política. Conte puede dimitir, podría haber un nuevo gobierno dirigido por él o simplemente una reorganización. Como último recurso, podría haber elecciones anticipadas.

#### Conferencias en las monarquías del Golfo
Desde 2018, las conferencias que da Matteo Renzi, sobre todo en las monarquías del Golfo, ocupan un lugar destacado en su agenda. Declara por esta actividad más de 800.000 euros de ingresos en 2018 y más de un millón en 2019. En 2020, se incorporó al consejo de administración del Instituto de la Iniciativa de Inversión Futura, un grupo de reflexión financiado por Arabia Saudí, por una remuneración anual de 80.000 euros. Según el diario L'Opinion, que cita a personas cercanas al expresidente del Consejo, éste no está preocupado por las consecuencias de sus vínculos con el príncipe heredero Mohamed bin Salmán para su imagen pública: "No tiene intención de reducir sus ingresos para convertirse en un subordinado de Giuseppe Conte, y no le preocupa el impacto de su relación con los saudíes en su imagen pública. Es el político en el que menos confían los italianos, así que ¿por qué debería importarle el juicio de los demás?".

## Imagen pública

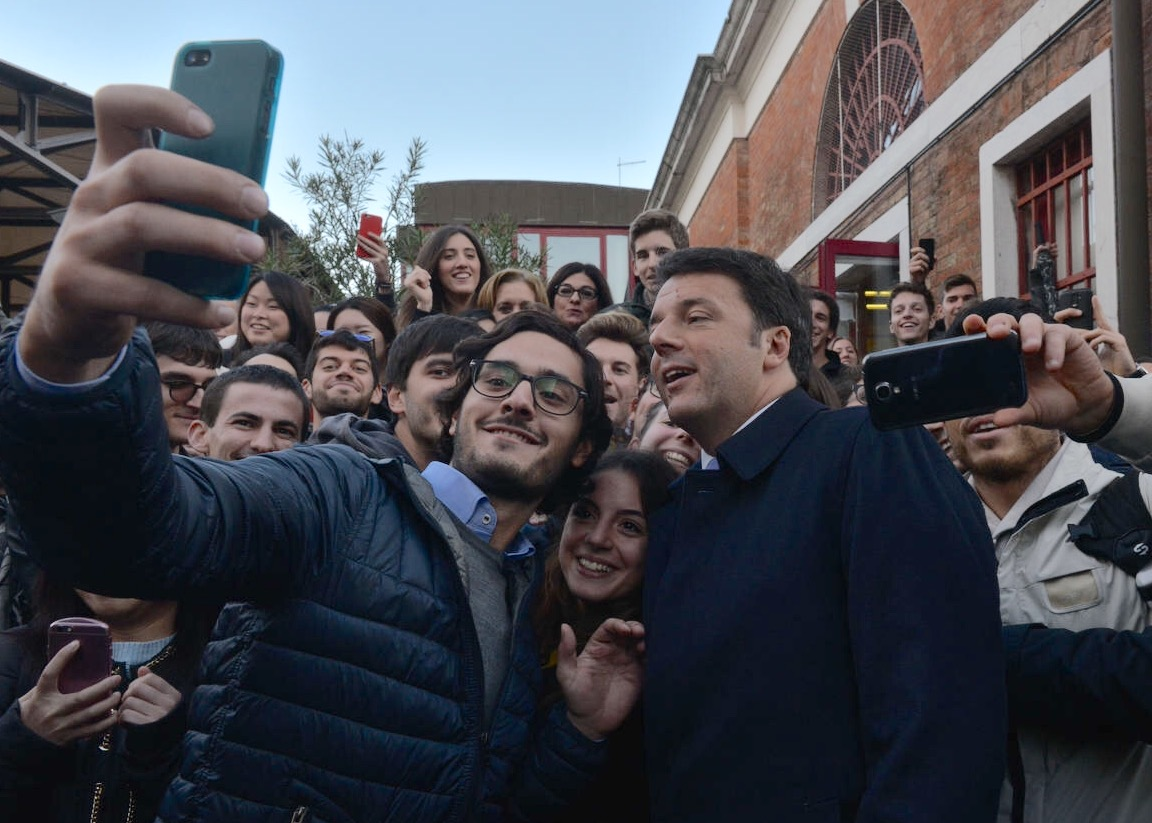
Renzi tomándose una "selfie" con un grupo de simpatizantes en Venecia.

De acuerdo con las encuestas, en mayo de 2014, justo después de las elecciones europeas, el índice de aprobación de Renzi fue del 74%, una de las más altas cifras de aprobación para un primer ministro Italiano.  (El consenso absoluto más alto con un 84% fue registrado por el profesor Mario Monti en noviembre de 2011) Su aprobación más bajo hasta la fecha fue en junio de 2015, con poco más de 35%.
En 2014, Renzi fue seleccionado como la tercera persona más influyente menor de 40 años en el mundo, por la revista estadounidense Fortune. Y, en el Top 100 de Pensadores Globales por la revista Foreign Policy

## Vida personal
En 1999 Renzi se casó con Agnese Landini, una maestra, con quien tiene tres hijos. La familia Renzi son asistentes regulares y activos en la Asociación Italiana de Guías Católicos y Scouts, la mayor asociación de scouts en Italia.
Renzi es un ávido aficionado al fútbol y apoya a la Fiorentina, el equipo de su ciudad natal de Florencia.
En las elecciones locales de 2014, su hermana Benedetta fue elegida concejal por el Partido Democrático en Castenaso, una pequeña ciudad cerca de Bolonia. El padre de Renzi, Tiziano, antes era concejal del Ayuntamiento de Rignano sull'Arno, cerca de Florencia, por los democristianos.

## Libros publicados
- Ma le giubbe rosse non uccisero Aldo Moro. La politica spiegata a mio fratello. Florencia: Giunti. 1999. ISBN 88-09-01483-9.
- Tra De Gasperi e gli U2. I trentenni e il futuro. Florencia: Giunti. 2006. ISBN 88-09-04793-1.
- A viso aperto. Florencia: Polistampa. 2008. ISBN 978-88-596-0448-8.
- "La mi' Firenze". 1949–2009. Florencia: Polistampa. 2010. ISBN 978-88-596-0755-7.
- Fuori!. Milán: Rizzoli. 2011. ISBN 978-88-17-04899-6.
- Stil Novo. La rivoluzione della bellezza tra Dante e Twitter. Milán: Rizzoli. 2012. ISBN 978-88-17-05642-7.
- Oltre la rottamazione. Milán: Mondadori. 2013. ISBN 978-88-04-63298-6.